# コカインエステラーゼ
コカインエステラーゼ(Cocaine esterase、EC 3.1.1.84)は、コカイン ベンゾイルヒドロラーゼ(cocaine benzoylhydrolase)という系統名を持つ酵素である。この酵素は、以下の化学反応を触媒する。
コカイン + 水{\displaystyle \rightleftharpoons }エクゴニンメチルエステル + 安息香酸
ロドコッカス属のMB1株やステノトロホモナス・マルトフィリアのMB1 1L株はコカインを唯一の炭素源、エネルギー源として用いることができる。